# My Universe
My Universe è un singolo del gruppo musicale britannico Coldplay e del gruppo musicale sudcoreano BTS, pubblicato il 24 settembre 2021 come terzo estratto dal nono album in studio dei Coldplay Music of the Spheres.

## Antefatti
Il titolo è stato annunciato il 20 luglio 2021 quando i Coldplay hanno diffuso la lista tracce di Music of the Spheres, e un frammento è stato incluso in "Overtura", il trailer dell'album. Il successivo 13 settembre è stato reso noto che si sarebbe trattato di una collaborazione con i BTS, dopo un messaggio in codice pubblicato dall'account Alien Radio FM del gruppo britannico. Speculazioni in merito erano iniziate online nei mesi precedenti, a seguito della cover di Fix You eseguita dai BTS a MTV Unplugged e dell'avvistamento del frontman Chris Martin in Corea del Sud. Il pezzo era stato originariamente scritto dai Coldplay per il gruppo sudcoreano ed è stato convertito solo in seguito in una collaborazione, coinvolgendo anche i BTS nella scrittura, quando il quartetto britannico ha espresso la volontà di cantarlo insieme. Al Kelly Clarkson Show Martin ha dichiarato:

## Descrizione
Il brano, cantato sia in inglese che in coreano, è una traccia synth pop con un finale electro dance scritta dai Coldplay con RM, Suga e J-Hope dei BTS, e utilizza l'universo come metafora per raccontare la storia di due amanti che lottano per superare le barriere sociali e stare insieme.

## Promozione
Il 14 settembre gli account TikTok dei Coldplay e dei BTS hanno caricato due brevi video di una sessione in studio di registrazione; sulla stessa piattaforma è stato reso disponibile anche uno spezzone da 30 secondi con la strofa eseguita da Jung Kook. My Universe è stata distribuita il 24 settembre 2021 sia digitalmente che in due edizioni CD limitate, contenenti anche la relativa versione strumentale. Un remix Supernova 7 e una versione acustica sono state diffuse a partire dal 27 dello stesso mese. Il giorno successivo, attraverso il canale YouTube dei BTS, è stato caricato un documentario da 13 minuti che narra il viaggio di Martin in Corea del Sud per partecipare alle registrazioni della canzone. Una reinterpretazione tropical house ad opera di Suga dei BTS è stata resa disponibile il 18 ottobre e inclusa nell'edizione digitale deluxe di Music of the Spheres insieme a un'ulteriore versione orchestrale.
I Coldplay hanno eseguito My Universe il giorno prima della sua pubblicazione all'Apollo Theater di New York. Un'esibizione con entrambi i gruppi è avvenuta il 21 novembre 2021 sul palco degli American Music Awards.

## Accoglienza
| Recensione | Giudizio |
| ---------- | -------- |
| IZM        |          |
| NME        |          |

Rhian Daly di NME ha descritto My Universe come «un discreto manifesto di solidarietà nonostante i muri che la società potrebbe cercare di erigere tra di noi» e «una stella cadente di canzone che mette a malapena un piede in fallo», trovando l'elaborazione vocale robotica a metà del pezzo un po' stridente. Per Janet W. Lee di National Public Radio, «il brano lenisce le difficoltà, ricordandoci i modi in cui facciamo luce sulle vite gli uni degli altri. Anche attraverso conversazioni pesanti sull'amore e la discriminazione, My Universe rimane piena di speranza con la sua batteria incisiva e i suoi testi ispirati». Yum Dong-gyo di IZM ha scritto che le due band hanno completato un singolo «armonioso» che combina il sound maestoso dei Coldplay al senso ritmico dei BTS, lodando il posizionamento di voci e rap attorno a un ritornello «orecchiabile» che ha permesso di preservare l'individualità dei membri del gruppo sudcoreano. Billboard Italia l'ha inserita tra le cinque migliori collaborazioni internazionali del 2021.

## Video musicale
Un lyric video diretto da Dave Meyers con un cosmo punteggiato di stelle e il testo scritto a mano dagli artisti è stato caricato su YouTube in concomitanza con l'uscita del singolo; la clip è chiusa dalla dichiarazione «we are allone in the universe».
Il video musicale, caricato il 30 settembre e sempre diretto da Meyers, è ambientato in una galassia dove la musica è bandita e, sfidando il divieto, i Coldplay, i BTS e il gruppo alieno Supernova 7 si uniscono attraverso degli ologrammi per suonare il brano. Le riprese si sono svolte tra un cementificio a Sant Feliu de Llobregat, una piscina abbandonata a Rubí, e uno studio di Seul.

## Tracce
Testi e musiche di Guy Berryman, Jonny Buckland, Will Champion, Chris Martin, Max Martin, Oscar Holter, Bill Rahko, RM, Suga e J-Hope.
CD, download digitale
1. My Universe – 3:48
2. My Universe (Instrumental) – 3:48

Download digitale – versione acustica
1. My Universe (Acoustic Version) – 3:43

Download digitale – Supernova 7 Mix
1. My Universe (Supernova 7 Mix) – 4:39

Download digitale – Suga's Remix
1. My Universe (Suga's Remix) – 3:08

Download digitale – Galantis Remix
1. My Universe (Galantis Remix) – 3:44

Download digitale – David Guetta Remix
1. My Universe (David Guetta Remix) – 3:19

## Formazione
Coldplay
- Chris Martin – voce, tastiera
- Jonny Buckland – chitarra
- Guy Berryman – basso
- Will Champion – batteria, percussioni

BTS
- RM – voce
- Jin – voce
- Suga – voce
- J-Hope – voce
- Jimin – voce
- V – voce
- Jung Kook – voce

Produzione
- Max Martin – produzione
- Oscar Holter – coproduzione
- Bill Rahko – coproduzione
- Daniel Green – produzione aggiuntiva
- Rik Simpson – produzione aggiuntiva
- Michael Ilbert – ingegneria del suono
- The Dream Team – ingegneria del suono aggiuntiva
- Șerban Ghenea – missaggio
- John Hanes – ingegneria al missaggio
- Randy Merrill – mastering
- Pdogg – produzione e registrazione voci dei BTS

## Classifiche

### Classifiche settimanali
| Classifica (2021-22)             | Posizione massima |
| -------------------------------- | ----------------- |
| Argentina                        | 36                |
| Australia                        | 7                 |
| Austria                          | 29                |
| Belgio (Fiandre)                 | 7                 |
| Belgio (Vallonia)                | 6                 |
| Bulgaria                         | 9                 |
| Canada                           | 9                 |
| Colombia                         | 9                 |
| Corea del Sud                    | 2                 |
| Costa Rica                       | 3                 |
| Croazia                          | 5                 |
| Danimarca                        | 13                |
| El Salvador                      | 6                 |
| Filippine                        | 14                |
| Francia                          | 33                |
| Germania                         | 13                |
| Giappone                         | 11                |
| Grecia                           | 25                |
| India                            | 3                 |
| Irlanda                          | 10                |
| Islanda                          | 14                |
| Italia                           | 29                |
| Libano                           | 20                |
| Lituania                         | 16                |
| Lussemburgo                      | 22                |
| Messico                          | 5                 |
| Norvegia                         | 14                |
| Nuova Zelanda                    | 17                |
| Paesi Bassi                      | 20                |
| Panama                           | 7                 |
| Paraguay                         | 69                |
| Perù                             | 1                 |
| Polonia                          | 5                 |
| Portogallo                       | 21                |
| Regno Unito                      | 3                 |
| Repubblica Ceca                  | 23                |
| Repubblica Dominicana            | 35                |
| Romania                          | 42                |
| Russia                           | 77                |
| Singapore                        | 1                 |
| Slovacchia                       | 22                |
| Spagna                           | 63                |
| Stati Uniti                      | 1                 |
| Stati Uniti (rock & alternative) | 1                 |
| Sudafrica                        | 48                |
| Svezia                           | 19                |
| Svizzera                         | 11                |
| Ucraina                          | 44                |
| Vietnam                          | 4                 |

### Classifiche di fine anno
| Classifica (2021) | Posizione |
| ----------------- | --------- |
| Belgio (Fiandre)  | 80        |
| Belgio (Vallonia) | 80        |
| Corea del Sud     | 92        |
| Islanda           | 84        |
| Polonia           | 85        |
| Svizzera          | 94        |
| Classifica (2022) | Posizione |
| Australia         | 85        |
| Belgio (Fiandre)  | 40        |
| Belgio (Vallonia) | 72        |
| Brasile           | 194       |
| Canada            | 96        |
| Corea del Sud     | 75        |
| Francia           | 113       |
| Germania          | 86        |
| Islanda           | 70        |
| Lituania          | 89        |
| Paraguay          | 172       |
| Svizzera          | 77        |
| Vietnam           | 59        |

## Riconoscimenti
- ADG Excellence in Production Design Awards[88]
  - 2022 – Candidatura al formato breve - webserie o video musicale

- Billboard Music Awards[89]
  - 2022 – Candidatura alla miglior canzone rock

- Circle Chart Music Awards[90]
  - 2022 – Artista dell'anno per la musica digitale (settembre)

- E! People's Choice Awards[91]
  - 2021 – Candidatura al video musicale dell'anno

- Grammy Awards[92]
  - 2023 – Candidatura alla miglior performance pop di un duo o un gruppo

- Japan Gold Disc Awards[93]
  - 2022 – Canzone dell'anno per download (Occidente)

- Melon Music Awards[94]
  - 2021 – Collaborazione dell'anno

- Melon Popularity Awards[95]
  - Premio popolarità settimanale (11 ottobre, 18 ottobre, 29 novembre e 6 dicembre)

- Mnet Asian Music Awards[96]
  - 2021 – Candidatura alla canzone dell'anno
  - 2021 – Candidatura alla miglior collaborazione

- MTV Millennial Awards[97]
  - 2022 – Hit globale dell'anno

- MTV Video Music Awards
  - 2022 – Candidatura ai miglior effetti visivi[98]

- MTV Video Music Awards Japan[99]
  - 2021 – Miglior video di una collaborazione (internazionale)

- Kids' Choice Awards México[100]
  - 2022 – Hit internazionale dell'anno

- NME Awards[101]
  - 2022 – Candidatura alla miglior collaborazione

- NRJ Music Awards[102]
  - 2021 – Collaborazione internazionale dell'anno

- Prêmios MTV MIAW[103]
  - 2022 – Hit globale

- Premios MUSA[104]
  - 2021 – Collaborazione internazionale dell'anno

- Rockbjörnen[105]
  - 2022 – Candidatura alla canzone straniera dell'anno